# Kute Rambe
Kute Rambe is een bestuurslaag in het regentschap Aceh Tenggara van de provincie Atjeh, Indonesië. Kute Rambe telt 302 inwoners (volkstelling 2010).